# Paul Witten
Paul Witten (* 1887; † 1954) war ein deutscher Volkswirt.

## Werdegang
Witten promovierte 1918 an der Universität Bonn. Ab 1930 war er unter Oberbürgermeister Heinrich Hüpper Stadtkämmerer in Krefeld. Wie Hüpper stand auch er politisch dem Zentrum nahe.
Nach dem Zweiten Weltkrieg war er bis 1952 Oberfinanzpräsident der Nordrheinprovinz. Zudem gehörte er bis 1954 dem Treuhändergremium für die Rheinhausen-Holding an.

## Ehrungen
- 1952: Großes Verdienstkreuz der Bundesrepublik Deutschland